# Moa Boström Müssener
Moa Boström Müssener, née le 2 août 2001, est une  skieuse alpine suédoise.

## Biographie
En mars 2021 à Bansko, elle est vice-championne du monde juniors de slalom.
Avec 3 tops-10, elle prend la 9e place de la Coupe d'Europe de slalom 2020-2021.
En 2021-2022, elle obtient 4 tops-10 en d'Europe de slalom et elle se classe au 11e rang final de la discipline.
En mars 2022, elle monte à nouveau sur le podium des championnats du monde Juniors, en prenant la 3e place du slalom à Panorama (en). 
Avec l'équipe de Norvège, elle prend la 4e du parallèle par équipes des finales de la Coupe du monde.
Avec 4 podiums dont une victoire, elle remporte la coupe d'Europe de slalom 2022-2023. Elle prend aussi la 4e place du classement général de la coupe d'Europe et la 8e place du classement du géant.
En 2023-2024, elle prend la 5e place du classement général de la coupe d'Europe de slalom.
En avril 2025, elle est sacrée championne de Suède de slalom en devançant notamment Sara Hector.

## Palmarès

### Coupe du monde
- 32 courses disputées (à fin mars 2025)
- Meilleur classement général : 104e en 2023 avec 14 points.
- Meilleur classement de slalom: 44e en 2023 avec 14 points.
- 1 top-10
- Meilleur résultat sur une épreuve: 17e du slalom de Semmering le 29 décembre 2022

#### Classements
| Saison / Épreuve | Saison / Épreuve | Général | Général | Descente | Descente | Super G | Super G | Géant  | Géant  | Slalom | Slalom | Combiné | Combiné |
| ---------------- | ---------------- | ------- | ------- | -------- | -------- | ------- | ------- | ------ | ------ | ------ | ------ | ------- | ------- |
| Saison / Épreuve | Saison / Épreuve | Class.  | Points  | Class.   | Points   | Class.  | Points  | Class. | Points | Class. | Points | Class.  | Points  |
| 2022             | 2022             | 120e    | 5       | -        | -        | -       | -       | -      | -      | 52e    | 5      | -       | -       |
| 2023             | 2023             | 104e    | 14      | -        | -        | -       | -       | -      | -      | 44e    | 14     | -       | -       |

### Championnats du monde juniors
| Épreuve / Édition           | Descente | Super G | Slalom géant | Slalom | Combiné | Team event |
| Mondiaux 2020 Narvik        | -        | -       | Abandon      | annulé | -       | annulée    |
| Mondiaux 2021 Bansko        | annulée  | 15e     | 7e           | Argent | annulé  | annulée    |
| Mondiaux 2022 Panorama (en) | -        | -       | 16e          | Bronze | -       | 8e         |

### Coupe d'Europe
- 6 podiums dont une victoire : 
  - slalom géant à Mayrhofen le 29 novembre 2022[1].

#### Classements
| Saison / Épreuve | Saison / Épreuve | Général | Général | Descente | Descente | Super G | Super G | Géant  | Géant  | Slalom | Slalom | Combiné | Combiné |
| ---------------- | ---------------- | ------- | ------- | -------- | -------- | ------- | ------- | ------ | ------ | ------ | ------ | ------- | ------- |
| Saison / Épreuve | Saison / Épreuve | Class.  | Points  | Class.   | Points   | Class.  | Points  | Class. | Points | Class. | Points | Class.  | Points  |
| 2021             | 2021             | 32e     | 204     | -        | -        | -       | -       | 64e    | 12     | 9e     | 92     | -       | -       |
| 2022             | 2022             | 32e     | 228     | -        | -        | -       | -       | 49e    | 28     | 11e    | 200    | -       | -       |
| 2023             | 2023             | 4e      | 683     | -        | -        | -       | -       | 8e     | 206    | 1re    | 477    | -       | -       |
| 2024             | 2024             | 25e     | 285     | -        | -        | -       | -       | -      | -      | 5e     | 285    | -       | -       |
| 2025             | 2025             | 34e     | 232     | -        | -        | -       | -       | 42e    | 49     | 13e    | 183    | -       | -       |